# Kevin Bua
Kevin Bua (Ginebra, 11 de agosto de 1993) es un futbolista suizo que juega en la demarcación de centrocampista para el F. C. Sion de la Superliga de Suiza.

## Biografía
En 2013 debutó como futbolista profesional con el Servette F. C. en la Challenge League, jugando 51 partidos de liga y 4 de copa, con un total de seis goles. 
En 2015 firmó por el F. C. Zürich, para jugar en la Superliga de Suiza, disputando un total de 30 partidos de liga en su primera temporada en el club.
En la temporada siguiente, al descender el F. C. Zúrich de categoría, el F. C. Basilea lo fichó. Allí estuvo cuatro temporadas, abandonando el club en junio de 2020 al término de su contrato.
En septiembre de 2020 firmó por un año, con opción a dos más en caso de ascenso, con el C. D. Leganés. El conjunto pepinero no logró volver a Primera División y el 12 de julio de 2021 firmó por el F. C. Sion.

## Clubes
| Club           | País   | Año       | Partidos | Goles |
| -------------- | ------ | --------- | -------- | ----- |
| Servette F. C. | Suiza  | 2013-2015 | 55       | 6     |
| F. C. Zürich   | Suiza  | 2015-2016 | 35       | 8     |
| F. C. Basilea  | Suiza  | 2016-2020 | 102      | 22    |
| C. D. Leganés  | España | 2020-2021 | 25       | 5     |
| F. C. Sion     | Suiza  | 2021-     | 99       | 9     |

## Palmarés

### Campeonatos nacionales
| Título             | Club          | País  | Año  |
| ------------------ | ------------- | ----- | ---- |
| Copa de Suiza      | F. C. Zürich  | Suiza | 2016 |
| Superliga de Suiza | F. C. Basilea | Suiza | 2017 |
| Copa de Suiza      | F. C. Basilea | Suiza | 2017 |
| Copa de Suiza      | F. C. Basilea | Suiza | 2019 |